# فودافون المملكة المتحدة
فودافون المملكة المتحدة (بالإنجليزية: Vodafone UK) هي شركة بريطانية لخدمات الاتصالات وجزء من مجموعة فودافون بي ال سي، ثاني أكبر شركة للهاتف المحمول في العالم. فودافون هي ثالث أكبر مشغل لشبكات الهاتف المحمول في المملكة المتحدة.
في عام 1981، فازت مجموعة راكال للإلكترونيات بمناقصتها للحصول على ترخيص خلوي للقطاع الخاص في المملكة المتحدة، وأنشأت قسم راكال للاتصالات. وفي العام نفسه، شكلت راكال مشروع مشترك مع ميليكوم اسمه راكال فودافون (Racal Vodafone). تم الكشف عن اسم فودافون لأول مرة في 22 مارس 1984. قامت فودافون بأول مكالمة هاتفية خلوية على الإطلاق في المملكة المتحدة في 1 يناير 1985، من سانت كاثرين دوكس إلى نيوبري، وأطلقت أول شبكة خلوية في المملكة المتحدة في وقت لاحق من ذلك العام. تم إطلاق (Vodapage) بعد ذلك بعامين، حيث زود 80٪ من سكان المملكة المتحدة بخدمة ترحيل، كما أطلقت خدمة تسمى فوداتا (Vodata) للصوت والبيانات.

## وصلات خارجية
- الموقع الرسمي